# Cristaria dissecta
Cristaria dissecta là một loài thực vật có hoa trong họ Cẩm quỳ. Loài này được Hook. & Arn. mô tả khoa học đầu tiên năm 1833.